# Maria Carme Junyent i Figueras

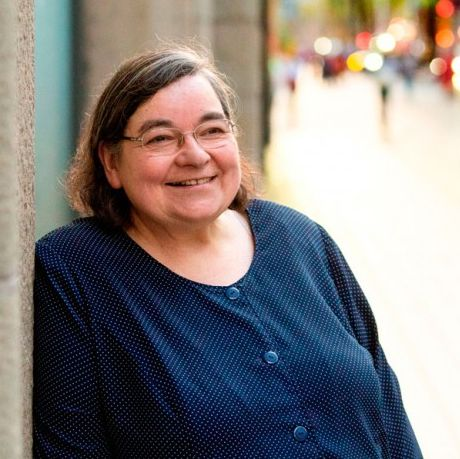
Carme Junyent (2020)

Maria Carme Junyent i Figueras (məˈɾiə ˈkaɾmə ʒuˈɲen i fiˈgeɾəs; auch Carme Junyent; * 4. Februar 1955 in Masquefa; † 3. September 2023) war eine Linguistin aus Katalonien.

## Leben
Junyent i Figueras studierte Philologie an der Universität Barcelona und setzte danach ihre akademische Ausbildung in Deutschland an der Universität Marburg und der Universität zu Köln  und später in den USA an der University of California fort. Schließlich promovierte sie an der Universität Barcelona.
Sie war Professorin an der Universität Barcelona und Direktorin der Forschungsgruppe der Bedrohten Sprachen (GLACE) und war als Forscherin der Sprachenvielfalt und ihrer Situation bekannt geworden.
Sie starb am 3. September 2023 im Alter von 68 Jahren.